# Heinz Lang
Heinz Lang (* 1885 in Wien; † 27. August 1904 in Kidderminster, England) war Sohn der Frauenrechtlerin Marie Lang und des Rechtsanwalts Edmund Lang sowie Bruder des Malers und Bühnenbildners Erwin Lang (Ehemann von Grete Wiesenthal) und der Malerin Lilith Lang. Seine tragische Liebe zu Lina Loos, der Frau von Adolf Loos, veranlasste Arthur Schnitzler zu seinem (zu Lebzeiten unpublizierten) Drama Das Wort.

## Leben
Ende des 19. Jahrhunderts war das Haus von Marie und Edmund Lang (6., Magdalenenstraße 12) ein Knotenpunkt der Wiener Künstler- und Intellektuellenszene. Zu den Besuchern gehörten Peter Altenberg, Friedrich Eckstein, Marianne Hainisch, Hugo von Hofmannsthal, Adolf Loos, Rosa Mayreder und Hugo Wolf.
Die Kinder Heinz, Erwin und Lilith wurden schon früh in die Gespräche eingebunden und profitieren von ihrer kritischen und weltoffenen Umgebung. Auch sie betrieben eine jugendliche Diskussionsrunde, an der u. a. Friedrich Adler, Egon Wellesz und Rudolf Huber teilnahmen.
Klugheit und Kritikfähigkeit machten Heinz Lang – obwohl noch Schüler des Akademischen Gymnasiums – zu einem teilweise verehrten und gern gesehenen Mitglied der Runde um Peter Altenberg, der vom teuren, wunderbaren Heinz Lang schwärmte, der seine Seele in Fesseln schlägt.
In dem Kreis des Wiener Kaffeehausliteraten verkehrten auch Adolf Loos und seine im Juli 1902 angetraute junge Ehefrau. Zwischen Lina Loos und Heinz Lang entstand 1903 eine leidenschaftliche Liebesaffäre. Nachdem Loos Liebesbriefe von Lang bei seiner Frau entdeckt hatte und diese damit konfrontierte, beendete sie ihre Beziehung zu Lang.
Heinz Lang wandte sich in seiner Not an Peter Altenberg. Dieser antwortete ihm – nach den Aufzeichnungen Hugo von Hofmannsthals – wie folgt:
„Was Sie tun sollten? Sich erschießen. Was sie tun werden? Weiterleben. Weil sie so feig sind wie ich, so feig wie die ganze Generation, innerlich ausgehöhlt, ein Lügner wie ich.“ Heinz Lang erschoss sich am 27. August 1904 in England, wo er vergeblich auf Lina Loos gewartet hatte, mit einem Revolver.
Das Dienstmädchen Ida Oberndorfer brachte im September ein gemeinsames Kind mit Heinz Lang auf die Welt, Karl Friedrich genannt Peter (1904–1947), der von Marie Lang aufgezogen wurde.

## Filme
- Lina, 2017 von Walter Wehmeyer, Christine Wurm, W. Andreas Scherlofsky und Tino Ranftl, über die Affäre mit Lina Loos